# Варака (река)
Варака (Варпа) — река в России, протекает по территории Лоухского района Карелии.
Берёт начало из озера Карнисъярви на высоте 233,9 м над уровнем моря. Впадает в Кумское водохранилище на высоте 109,5 м над уровнем моря, а до его затопления устье реки находилось в 3,3 км по левому берегу реки Пончи. Длина реки в тот момент составляла 31 км, площадь водосборного бассейна оценивалась в 216 км².
- В 12 км от устья по левому берегу реки впадает Виерека.

В верхнем течении Варака протекает через озеро Малое Варпаярви, в которое впадает ручей, вытекающий из Большого Варпаярви.

## Данные водного реестра
По данным государственного водного реестра России относится к Баренцево-Беломорскому бассейновому округу, водохозяйственный участок реки — Ковда от истока до Кумского гидроузла, включая озёра Пяозеро, Топозеро. Речной бассейн реки — бассейны рек Кольского полуострова и Карелии, впадает в Белое море.